# نهب

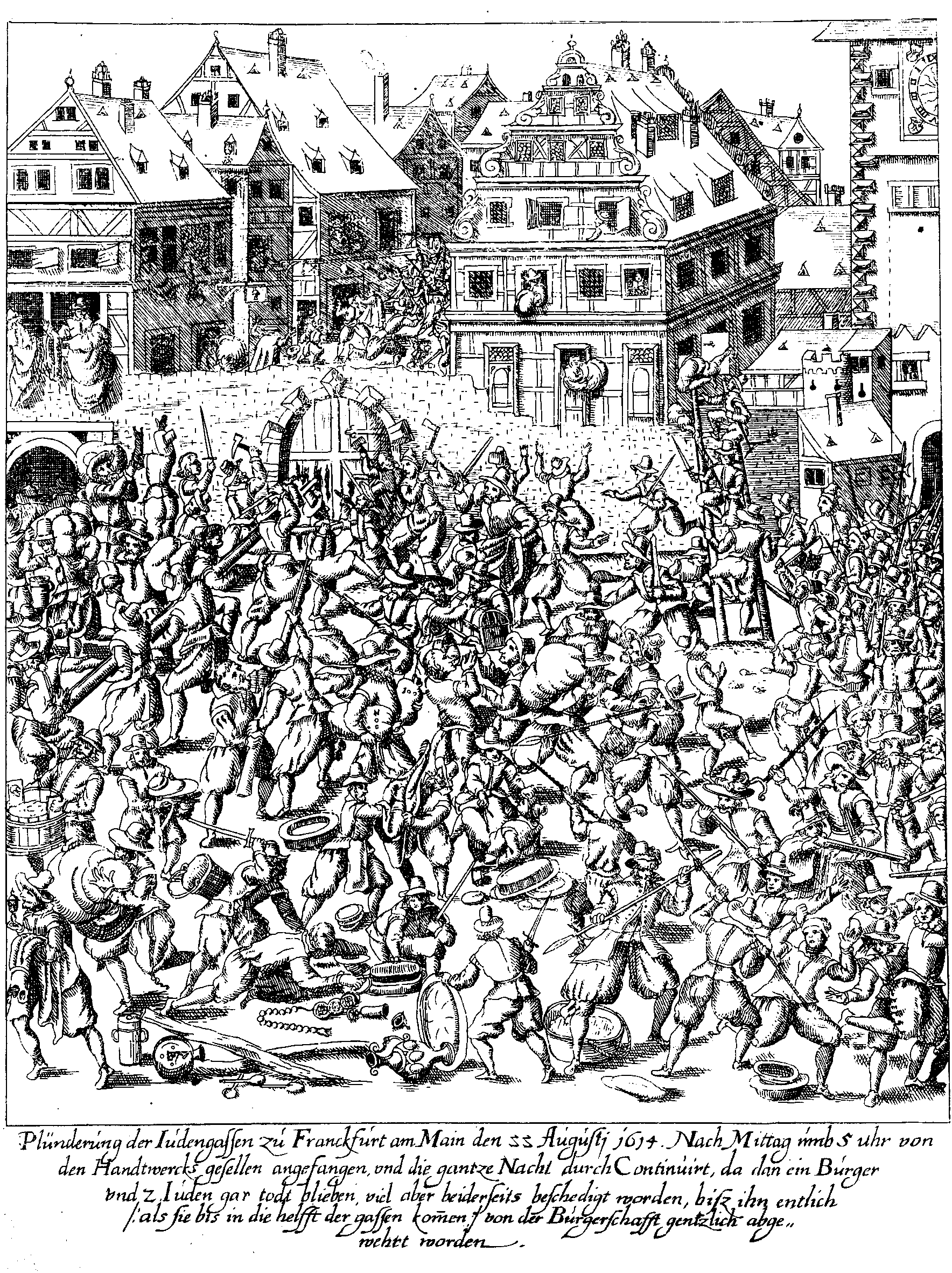
نهب فرانكفورت جودىنجيس ،(22غسطس 1614)

النهب، ويشير أيضا إلى العزل والتجريد من الأشياء، الاقتلاع،  التخريب، السلب والتخريب، عمليات النهب، يمثل العشوائية وأخذ البضائع والمنافع باستخدام القوة في إطار النصر العسكري أو السياسي، أو أثناء الكوارث، وحالات الشغب مثل الحرب الكوارث الطبيعية. يستخدم هذا المصطلح أيضا بمعنى أوسع لوصف الحالات الفظيعة من السرقة والاختلاس، مثل «سلب» الأصول الخاصة أو العامة من قبل السلطات الفاسدة أو الجشع.

## تعريف

### النهب لغةً
فعل [ ن هـ ب ]. (مصدر نَهَبَ).
«تَعَرَّضَ الْمَحْصُولُ للِنَّهْبِ»: لِلسَّرِقَةِ الْمَفْضُوحَةِ الْقَائِمَةِ عَلَى الِاسْتِيلاَءِ قَهْراً وَغَصْباً.

## أنواع النهب

### نهب الحرب

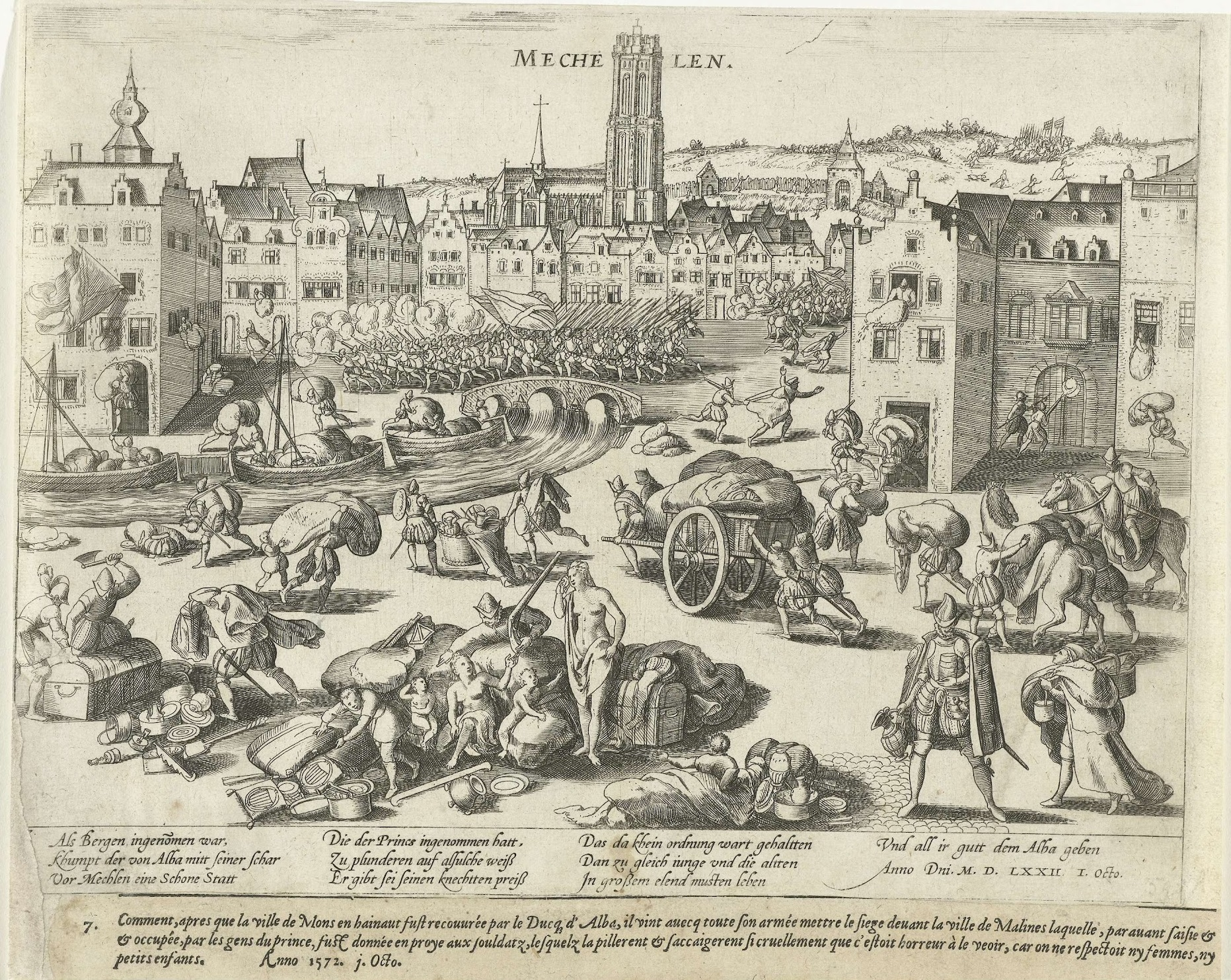
اقالة ونهب ميشيلين من قبل القوات الإسبانية بقيادة دوق ألبا، 2 أكتوبر 1572

كانت أعمال النهب من قبل الجيش المنتصر خلال الحرب ممارسة شائعة في جميع أنحاء التاريخ المدون. لجنود المشاة، وكان ينظر إليها على أنها وسيلة لتكملة الإيرادات عند شحها وكان يعتبر جزءا من الاحتفال بالنصر. على أعلى المستويات، وكان هذا النهب جزءا لا يتجزأ من النمطية والفخر بالغنائم عند انتصار الروم، وجنكيز خان كان من المعتاد إعلانه أن أعظم السعادة هو «هزيمة أعدائك... لسرقة ثرواتهم منهم...»

## النهب في القانون
تعريف النهب قانونياً هو الاستيلاء على ممتلكات الغير قهراً عنوة وقسراً وهي من الجرائم الشنيعة التي تحرمها كل الأعراف الدولية لما فيها من تعد سافر على الإنسانية وترويع وهي قد تحدث في كل الأزمان اثناء الحرب وفي حالات الشغب والتفلتات الامنية.

## أركان الجريمة
- أن يقوم مرتكب الجريمة بالاستيلاء على ممتلكات معينة.
- أن يتعمد مرتكب الجريمة حرمان المالك من هذه الممتلكات والاستيلاء عليها للاستعمال الخاص أو الشخصي.
- أن يكون الاستيلاء بدون موافقة المالك.
- أن يصدر السلوك في سياق قوة ويكون مقترنا بها.
- أن يكون مرتكب الجريمة على علم بالظروف الواقعية التي تثبت الواقعة.[8]

## خطورة جريمة النهب
تصنف من جرائم الاعتداء على الأموال والأمن العام.

## تدابير مكافحة أعمال النهب

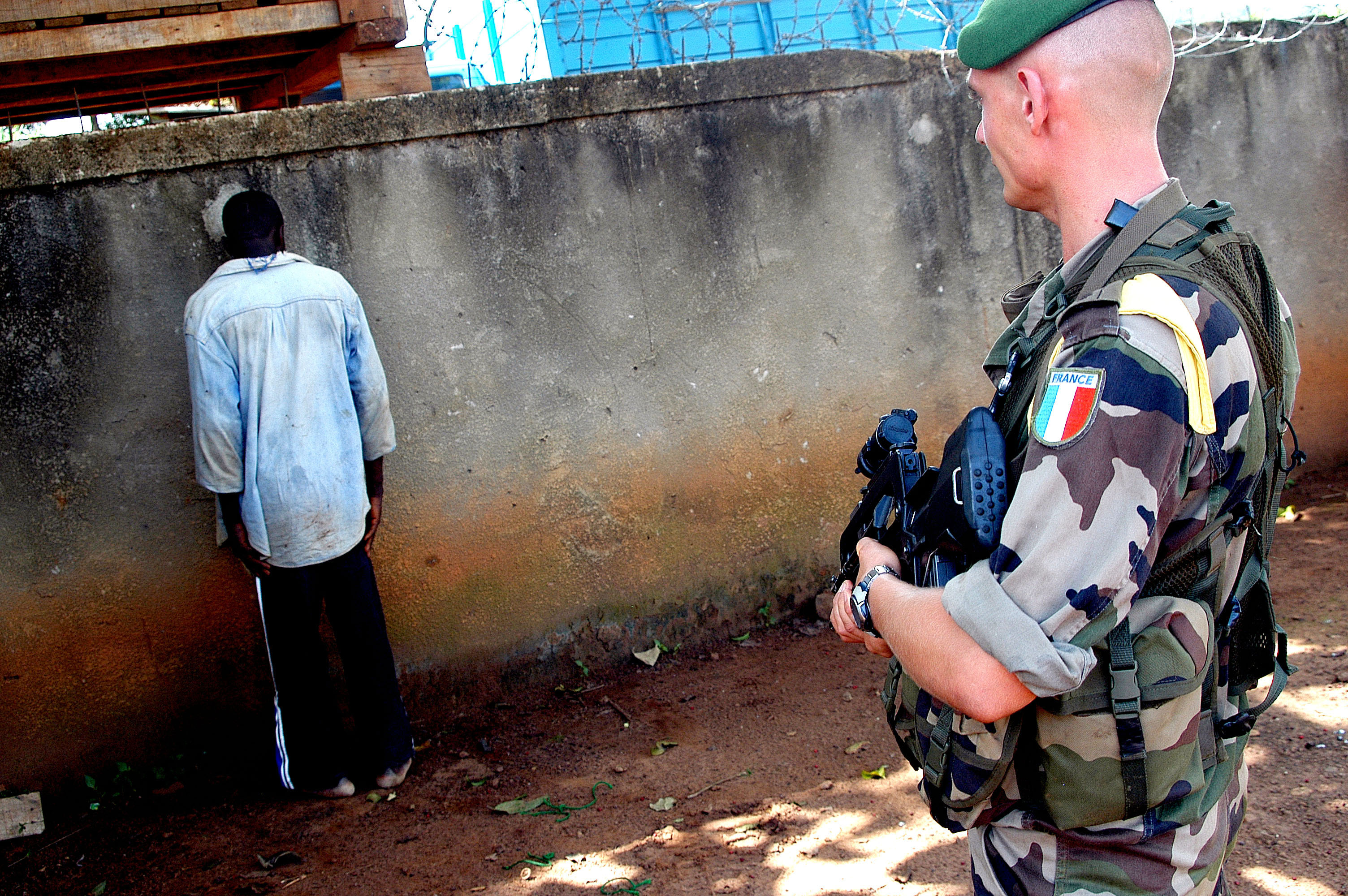
الجيش في كوت ديفوار «FAFN» بعد القاء القبض على جندي بقوات فرنسية قبل نشر الفيلق الأجنبي.

## ثبوت جريمة النهب
تثبت بأحد الأمرين وهما:
- الاعتراف الصريح من الجاني.
- أو شهادة عدلين.
- أو إحدى وسائل الإثبات الأخرى.